# Mmanxotae
Mmanxotae – wieś w Botswanie w dystrykcie Central. Według spisu ludności z 2011 roku wieś liczyła 643 mieszkańców.